# Kristján Örn Kristjánsson
Kristján Örn Kristjánsson, né le 25 décembre 1997 à Reykjavik, est un handballeur professionnel islandais.
Il mesure 1,98 m et pèse 106 kg. Il joue au poste d'arrière droit pour le club du Pays d'Aix UC  depuis la saison 2020-2021. 

## Biographie
Originaire de Reykjavik, Kristján Örn Kristjánsson intègre le centre de formation du ÍB Vestmannaeyja  avant de passer professionnel au sein du club islandais en 2015. Après cinq saisons, il s'engage au sein du Pays d'Aix UC.

## Palmarès
- Vainqueur du Championnat d'Islande en 2018
- Vainqueur de la Coupe d'Islande en 2015 et 2018